# Mesembryanthemum crystallinum
Mesembryanthemum crystallinum L., comunemente nota come erba cristallina o erba ghiacciola, è una specie di pianta succulenta annuale/perenne della famiglia delle Aizoaceae.
La pianta cresce in climi mediterranei, ed è originaria dell'Africa settentrionale costiera e del Sinai, del Levante e dell'Europa meridionale marittima, nonché di numerose isole del Mediterraneo e del Nord Atlantico. La pianta è ricoperta da grandi e lucenti vescicole d'acqua e da qui derivano i suoi nomi comuni.

## Descrizione

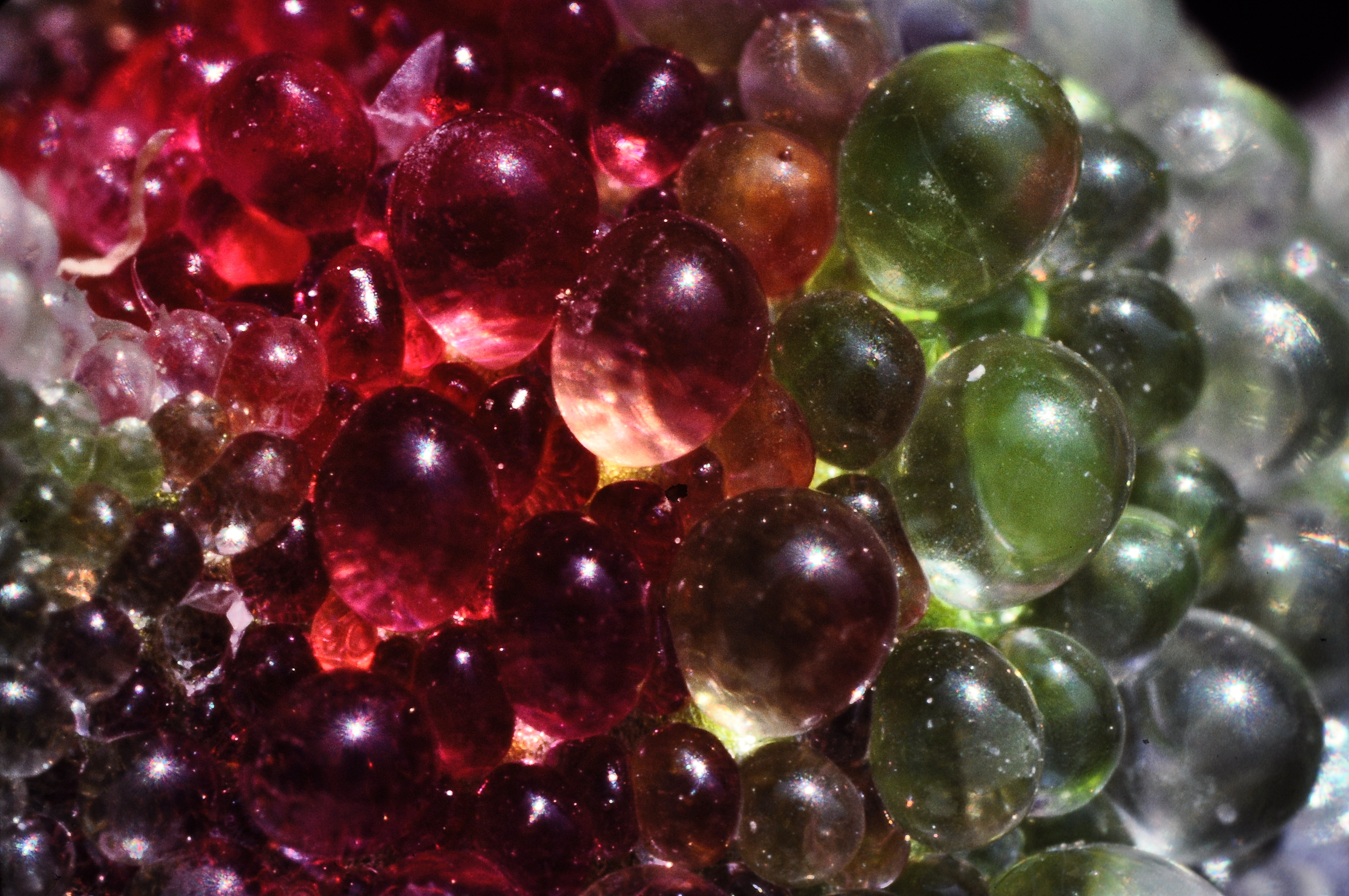
Vescicole di M. crystallinum

Mesembryanthemum crystallinum cresce in steli striscianti, lunghi da 20 a 60 cm. Le foglie sono lunghe da 2 a 10 cm. Fiorisce da marzo a ottobre. I fiori dai molti petali, larghi 2,5 cm, si aprono al mattino e si chiudono di notte e sono impollinati dagli insetti.
La specie è ricoperta da cellule epidermiche ingrossate, la cui funzione principale è quella di immagazzinare acqua. La pianta può essere annuale, biennale o perenne, ma il suo ciclo vitale si completa solitamente nel giro di alcuni mesi, a seconda delle condizioni ambientali. La pianta solitamente utilizza il ciclo metabolico C3, ma quando è stressata dalla mancanza d'acqua o dal sale, è in grado di passare alla fotosintesi CAM. Come molte piante tolleranti al sale, M. cristallinum ne accumula per tutta la sua vita, in un gradiente dalle radici ai germogli, con la concentrazione più alta immagazzinata nelle cellule delle vesciche epidermica. Il sale viene rilasciato per percolamento una volta che la pianta muore, creando un ambiente osmotico dannoso che impedisce la crescita di altre specie non tolleranti al sale, consentendo al tempo stesso ai semi di M.cristallinum di germinare.
Nel M. crystallinum, il numero di semi prodotti dipende dall'eventuale attivazione della fotosintesi CAM (il metabolismo C3 è più efficiente) e dalle dimensioni raggiunte dalla pianta nella fase di crescita giovanile. Le parti più vecchie della pianta muoiono progressivamente e si seccano durante la produzione dei semi. Le capsule dei semi in via di sviluppo continuano a sequestrare il sale e a produrre semi vitali. I semi nella parte superiore della capsula generalmente germinano immediatamente a contatto con l'acqua, mentre i semi alla base possono rimanere dormienti per più di quattro settimane.

## Distribuzione e habitat

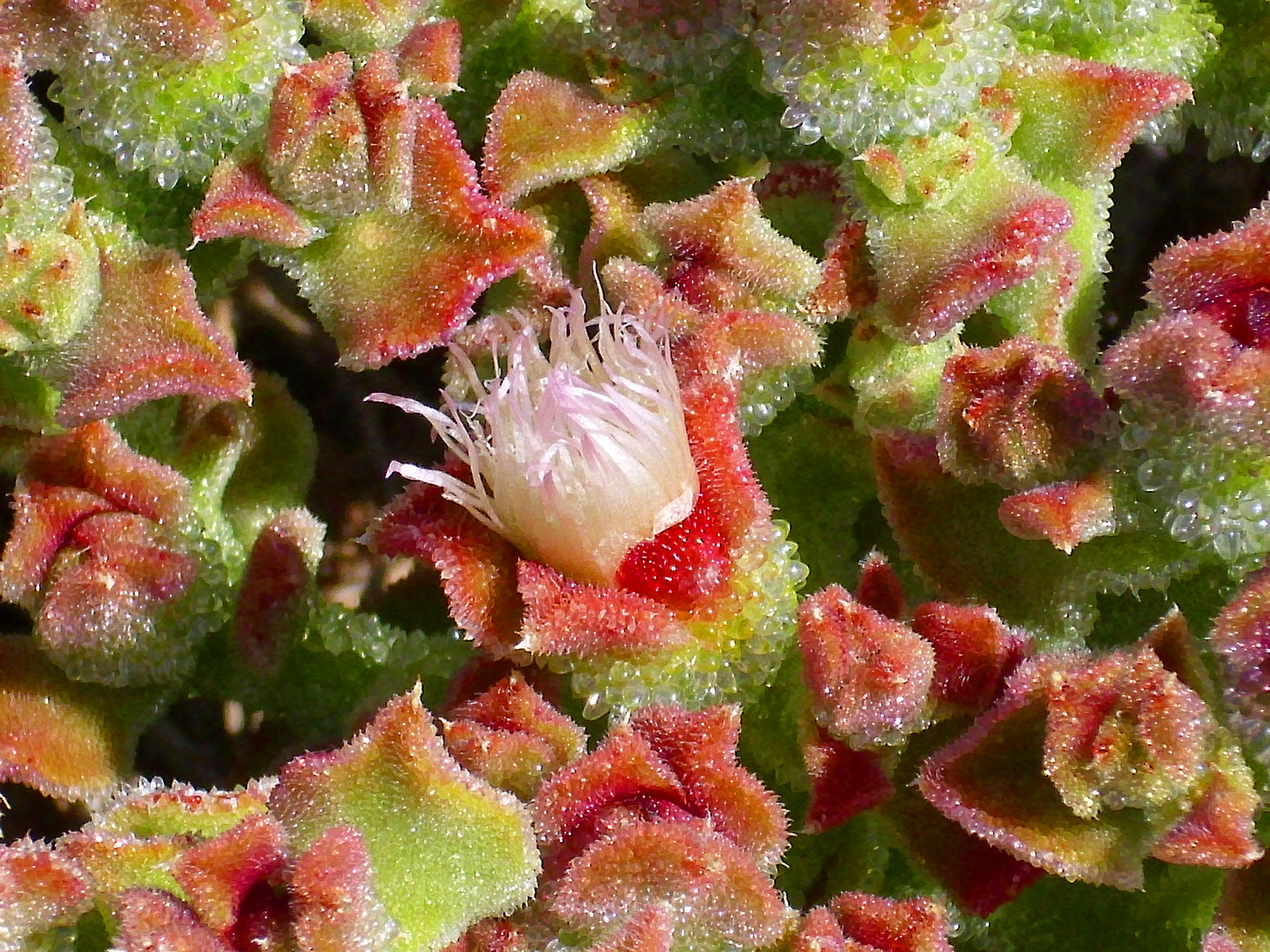
Foglie e fiore di M. crystallinum

Mesembryanthemum crystallinum è originario dell'Africa, del Sinai e dell'Europa meridionale, ed è naturalizzato nel sud-ovest del Nord America, così come nel Sud America e in Australia. Si trova su un'ampia gamma di tipi di terreno, da quelli sabbiosi ben drenati (comprese le dune di sabbia), a quelli argillosi. Può tollerare terreni poveri dal punto di vista nutrizionale o salini (è una specie alofila) e cresce bene in siti disturbati come bordi stradali, discariche di rifiuti e cortili di fattorie.
M. crystallinum è elencato come specie invasiva in Nord America, Sud America e Australia. La sua capacità di crescere in terreni di scarsa qualità o salini e la preferenza per le aree disturbate sono tratti condivisi da molte piante invasive che consentono loro di competere con specie autoctone. Inoltre il sequestro del sale durante la vita della pianta e il successivo rilascio nel terreno alla sua morte creano un ambiente in cui i semi di altre piante faticano a germinare, consentendo la colonizzazione di nuove aree con pochissima concorrenza.
La pianta viene raramente, pascolata dal bestiame domestico.

## Usi
Le foglie sono commestibili. La pianta un tempo veniva promossa negli Stati Uniti e in Europa come un ortaggio simile agli spinaci, ma non riuscì a guadagnare popolarità. Nell'Africa meridionale, le foglie e gli steli vengono raccolti in natura e marinati. In Giappone, la pianta è diventata un ortaggio comune venduto nei supermercati dopo che l'Università di Saga è riuscita a coltivarne una quantità commerciale mediante coltivazione idroponica nel 2009. Anche i semi sono commestibili.
Le foglie tritate possono essere utilizzate come sostituto del sapone e hanno usi medicinali. L'erba cristallina viene utilizzata in Sud Africa come un modo per scoraggiare gli incendi o per proteggere i giardini dagli incendi. Viene coltivata anche a scopo ornamentale. A causa del suo accumulo di sale, M. cristallinum può essere utile per il biorisanamento.